# Перська кішка
Перська (англ. Persian, PER) — порода кішок зі спокійним, м'яким, рівним характером, спокійнішим, ніж у короткошерстих порід, їхні рухи розмірені й сповнені гідності. Їхнє хутро потребує особливого догляду.

## Характер
За характером перси доволі ледачі й мишей ловлять не дуже охоче, але із великою спритністю можуть зловити муху. У силу свого характеру перська кішка не завжди може захиститися від собак. Тому кішок цієї породи краще не випускати на вулицю. Інколи вони бояться виходити туди.

## Проблеми зі здоров'ям
У перських кішок є схильність до закупорки слізних каналів.

## Особливості розмноження
Перські кішки є малоплідними. Звичайно вони народжують 2—3 кошенят.

## Зовнішній вигляд
Розрізняючись забарвленнями, всі перські кішки мають спільні риси будови. Тіло приосадкувате. Розміри — від великого до середнього. Спина, плечі й груди масивні, мускулясті. Спина рівна. Ноги короткі, міцні, округлі, створюють враження низької посадки тіла. Лапи великі, круглі, з пучками хутра між пальцями. Хвіст короткий, пухнастий, пропорційний довжині тіла, прямий, без викривлень. Хвостові хребці майже однакової ширини біля основи й кінчика. Кінчик хвоста заокруглений.
Голова широка, кругла й масивна. Добре посаджена на короткій товстій шиї. Чоло опукле. Добре виражене місце переходу від носа до чола (називається сіделкою, або стопом). Залежно від розташування мочки носа щодо нижнього віка розрізняють кілька типів голови. Старотипні перси мають класичний тип голови, прихильниками якого залишаються деякі клуби Великої Британії. Сучасний тип перської кішки має короткий відкритий тип, при якому мочка носа знаходиться на межі нижнього віка. У США ж надають перевагу тваринам з екстремальним типом голови. При цьому мочка носа повинна припадати приблизно на середину зіниці. Таких кішок американці називають пік-фейсами (peke-face) за подібність із мордочкою пекінеса. У кішок пік-фейсів ніс дуже короткий, утоплений між великими, майже круглими очима. Англійці вважають, що тварини з таким типом голови, особливо із крайніми проявами екстремального типу, зазнають труднощів при диханні, прийманні їжі.
Вуха маленькі, широко розставлені, розташовані досить низько на черепі, направлені вперед, з пасмами волосся. Кінчики вух округлі. Щелепа широка, сильна, з міцним підборіддям.
Очі великі, круглі, широко розставлені, блискучі, виразні, яскраві. Надають кішці привітного виразу. Колір очей повинен відповідати кожній конкретній колірній варіації.
Хутро довге, густе (до 15 см). Має ніжну, тонку текстуру. Не прилягає до тіла (в ідеалі кожен волосок відокремлений від інших). На плечах і грудях утворює пишний комір. Хвіст дуже пухнастий, особливо на кінчику. Найкоротше хутро на вухах, мордочці й передніх лапках. Дозволяється стригти хутро на вухах, щоб вони виглядали ще меншими. Хутро повинне виглядати здоровим, живим і блищати.

### Забарвлення
Забарвлення хутра однотонних тварин залежить від рівномірно розподіленого пігменту уздовж волоска (або його відсутності). У порід, що мають малюнок, він повинен бути відмежований від основного кольору. Забарвлення перської породи різноманітні. Перси, як й інші породи, у системі FIFE за забарвленням мають літерно-цифрове позначення.

## Світлини

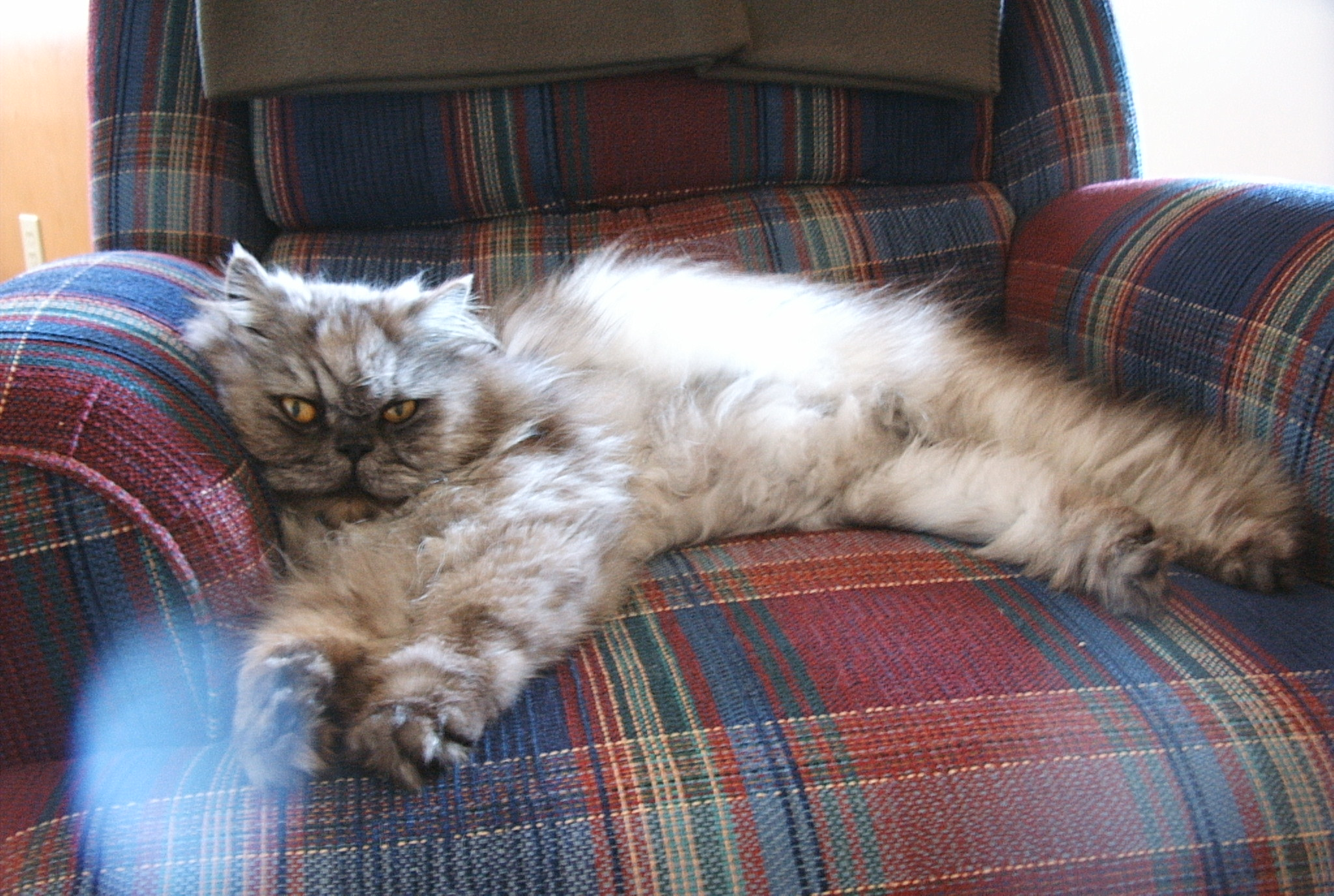
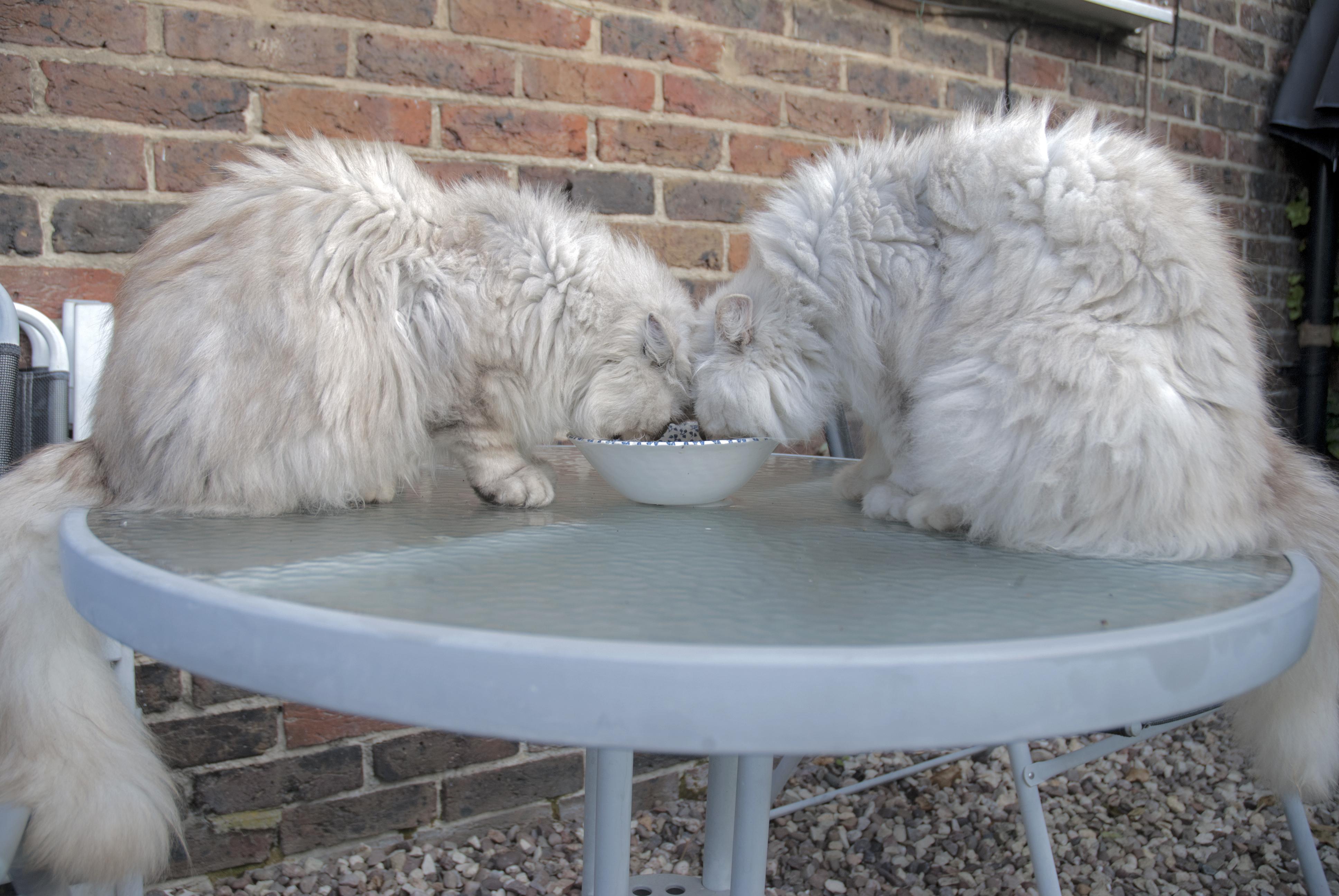
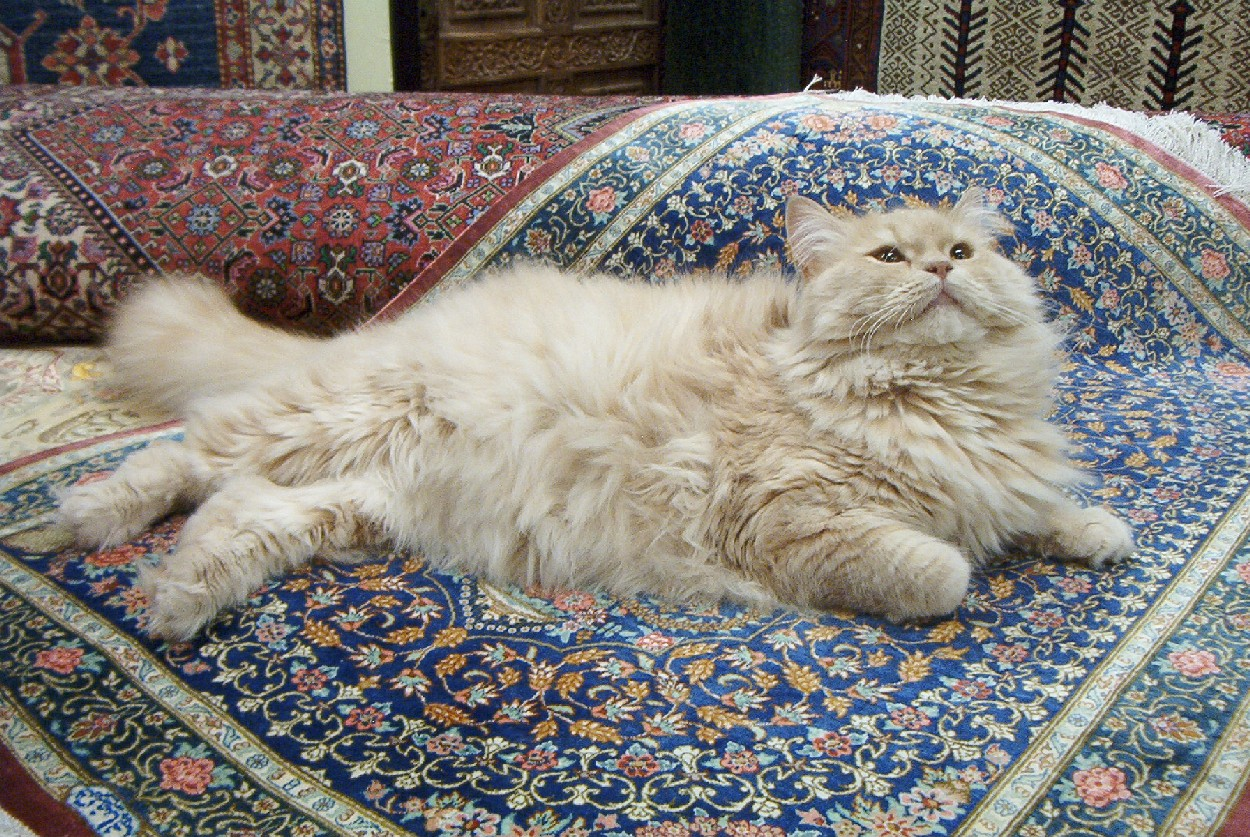
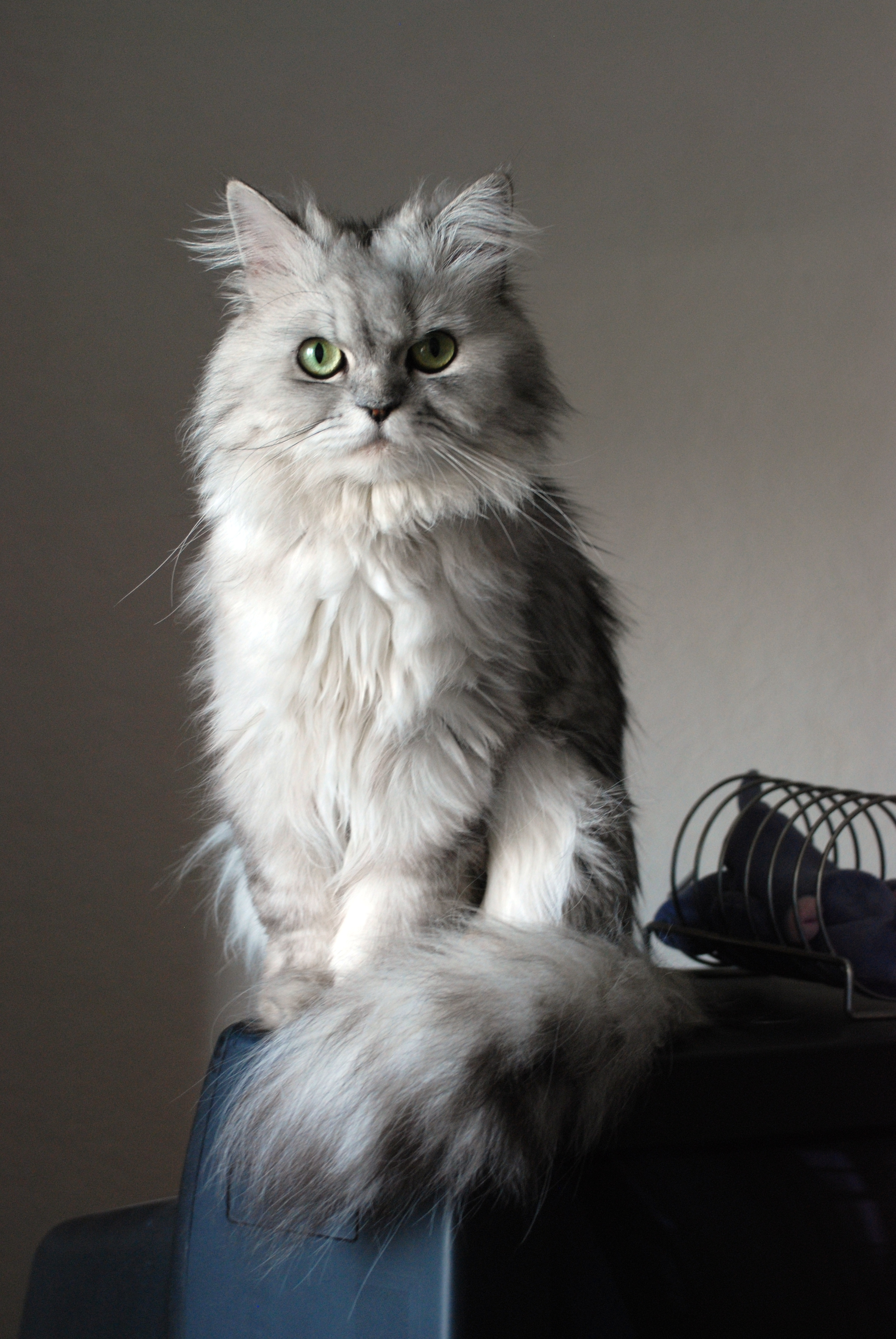
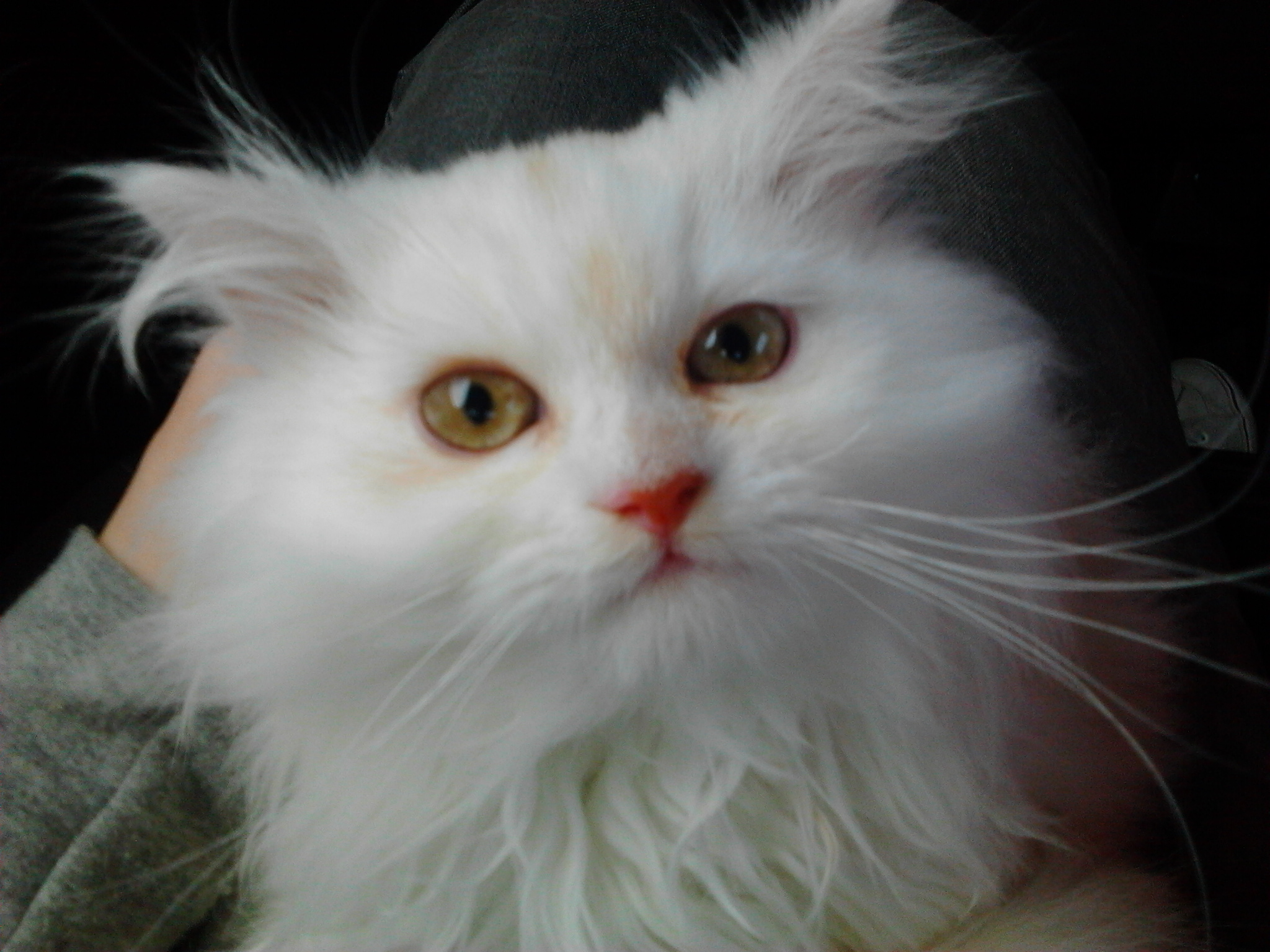
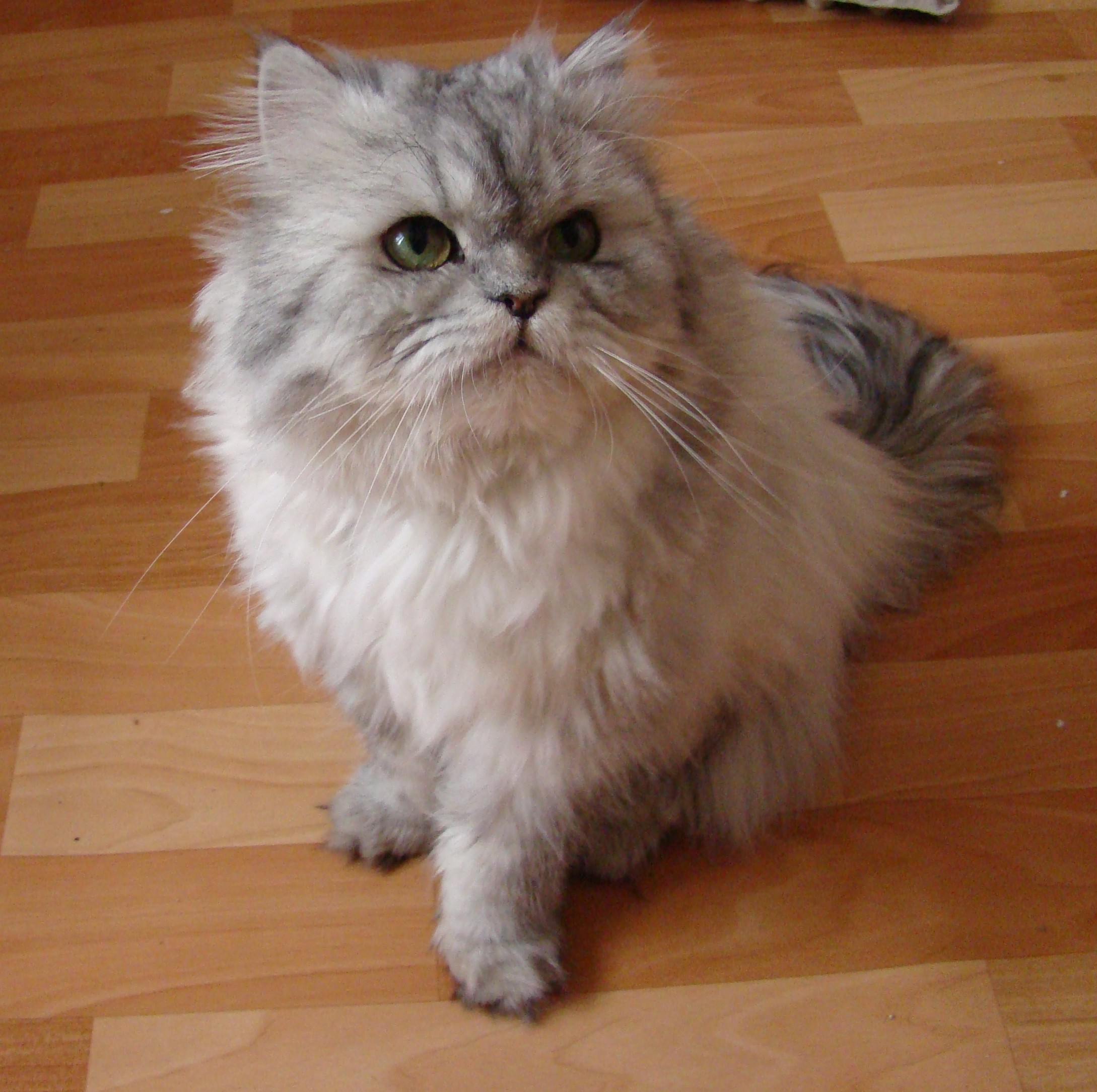
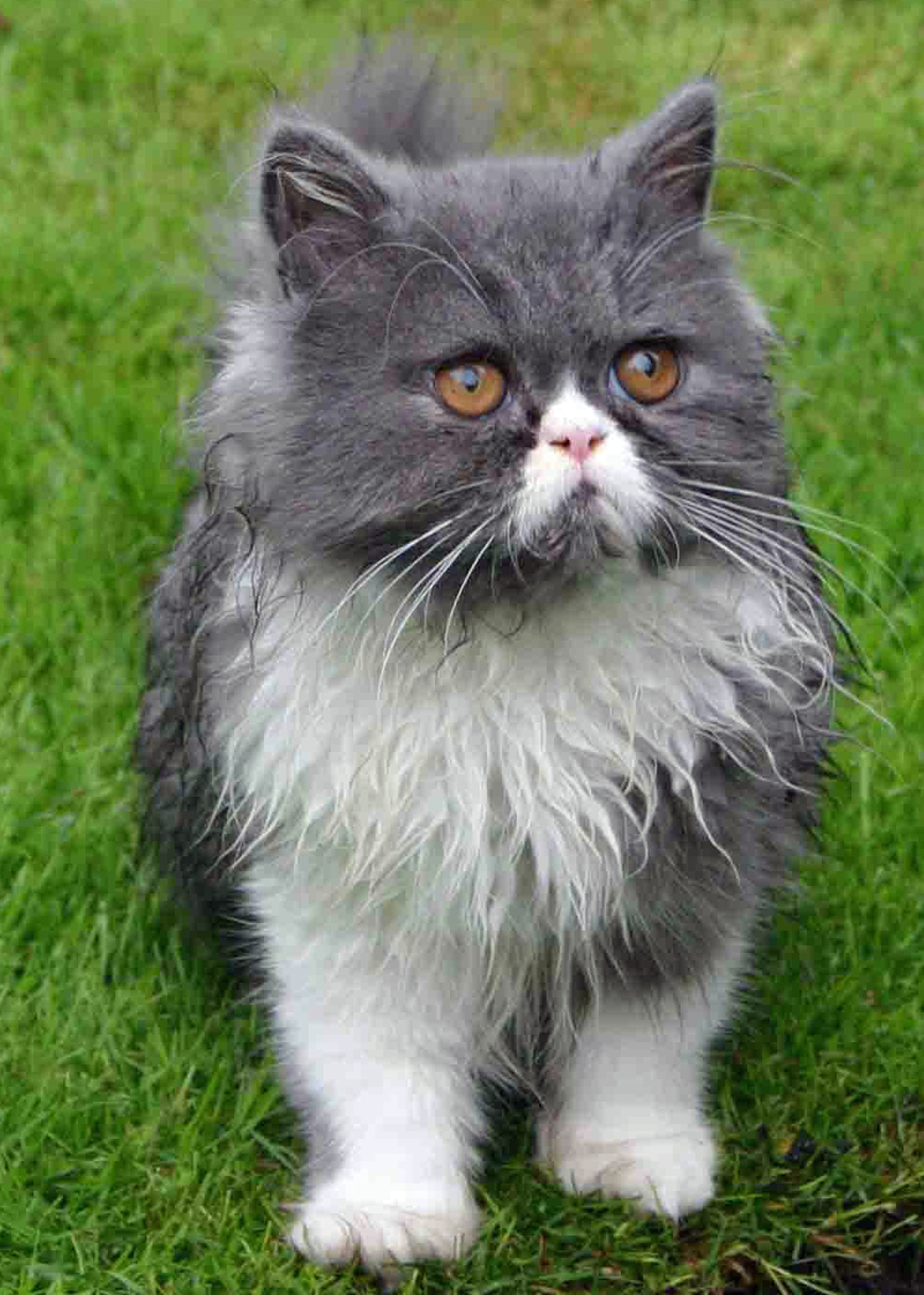
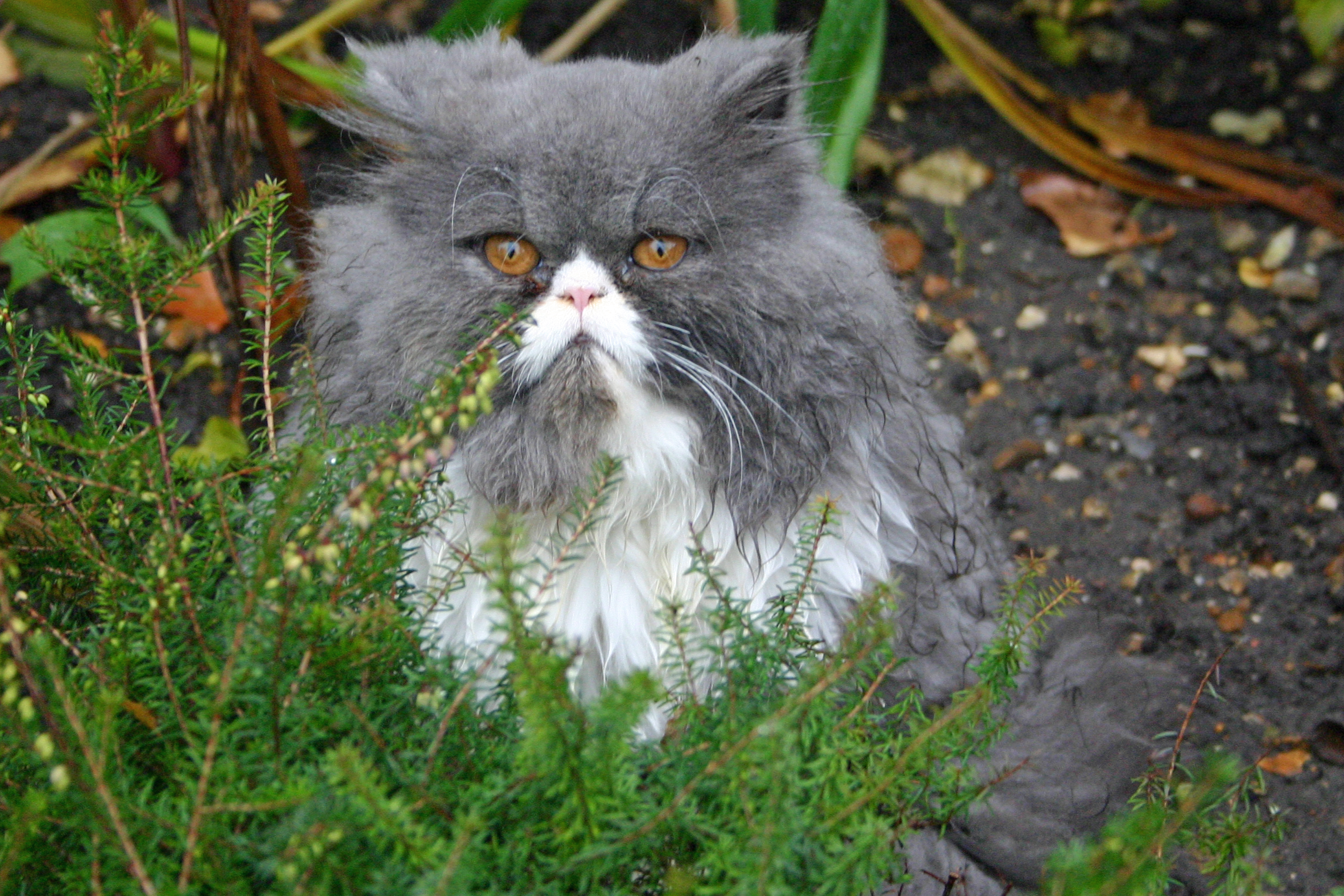
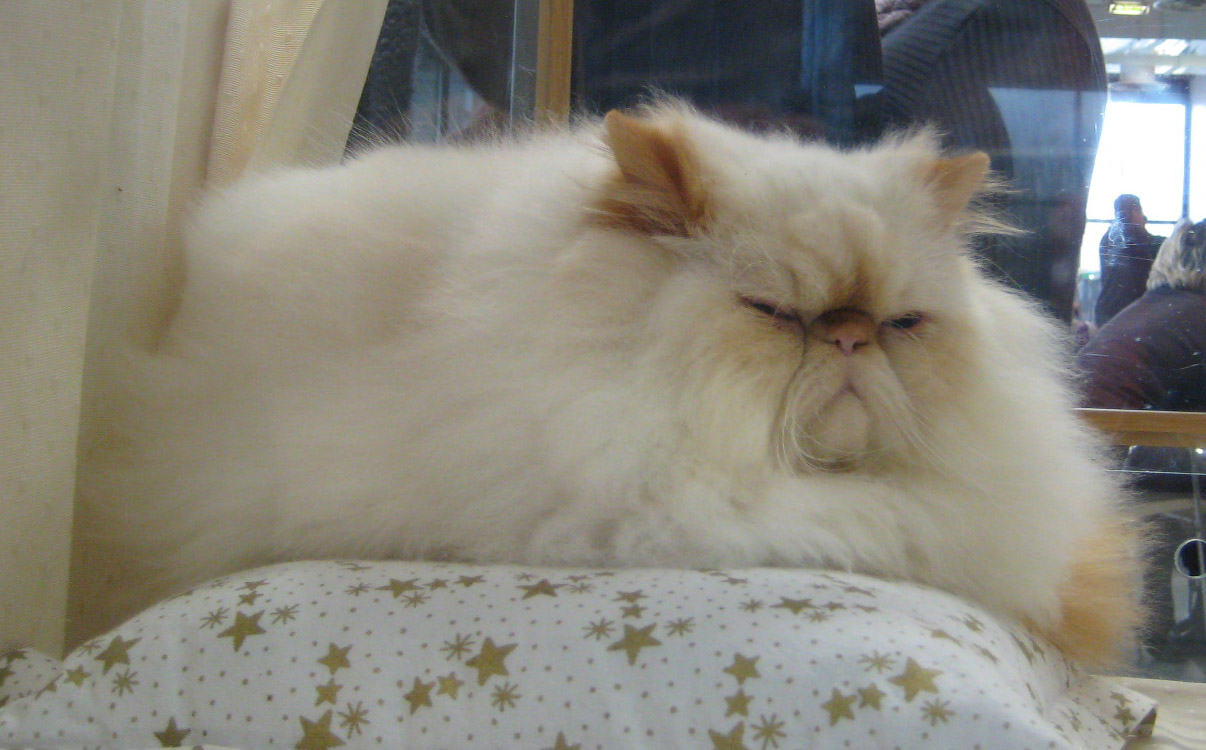
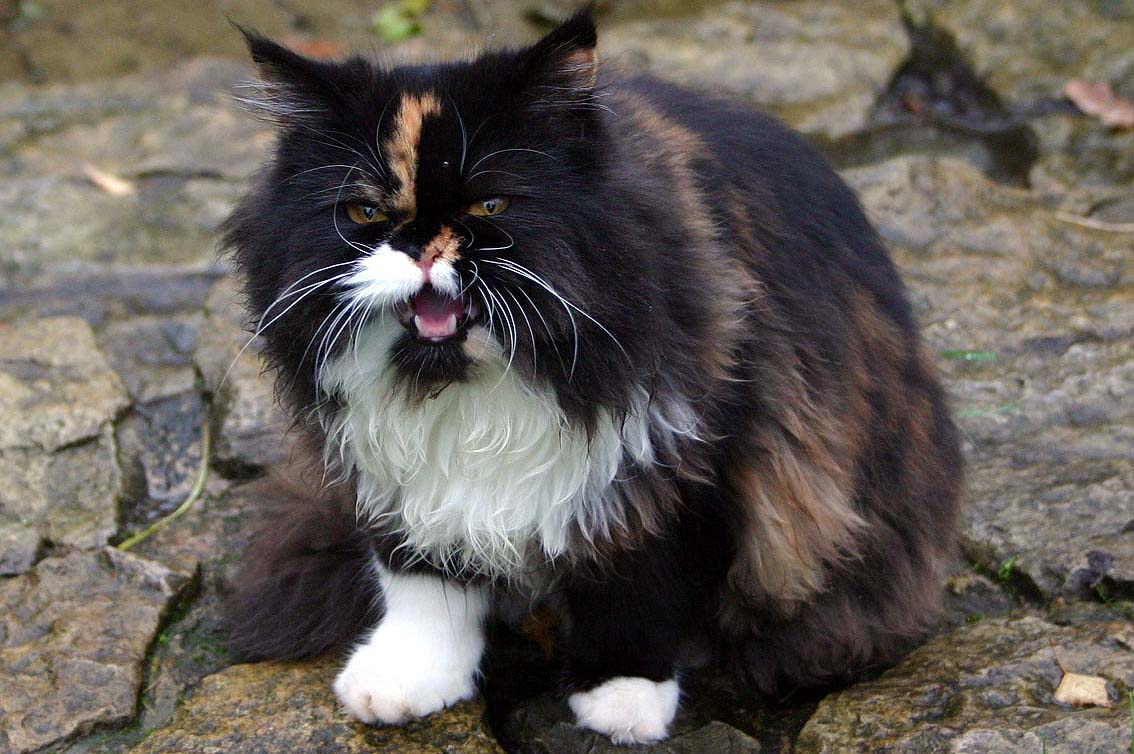
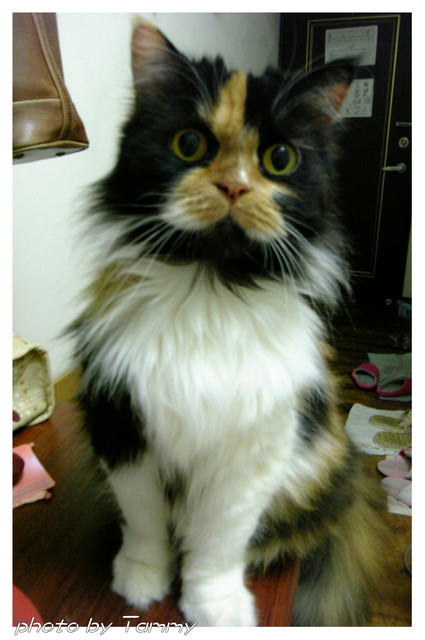
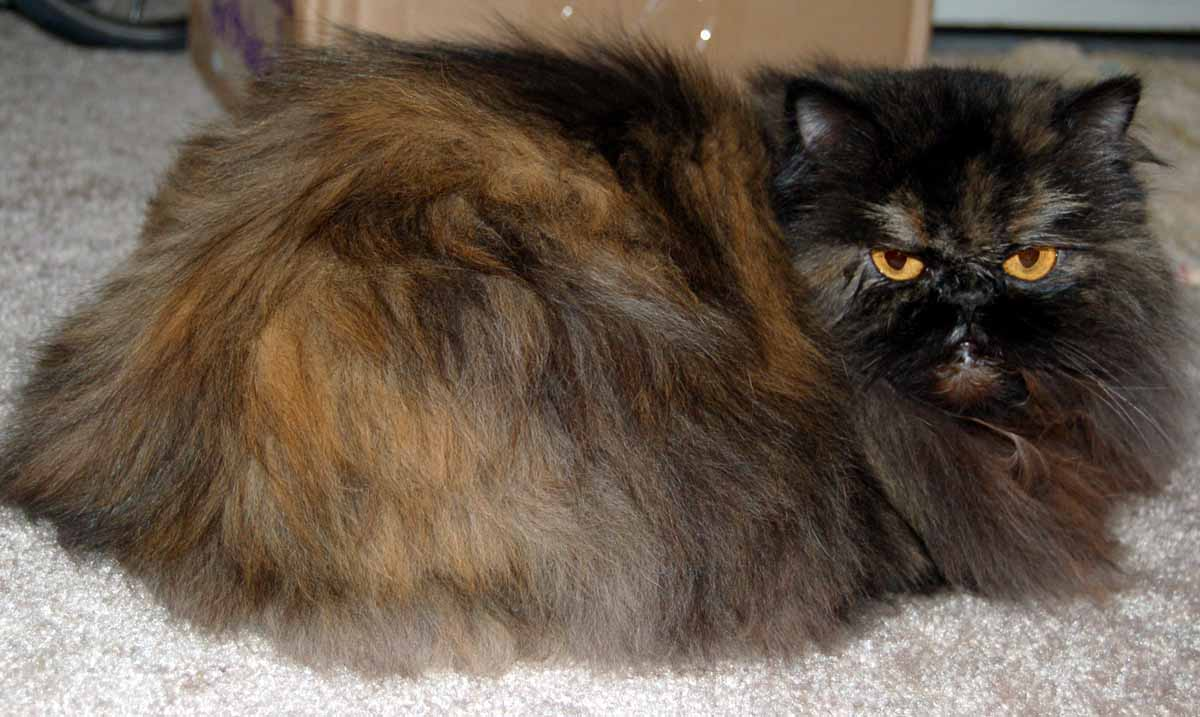